# Rhinestone Cowboy (песня)
«Rhinestone Cowboy» — песня Ларри Вайса, которую он записал на собственной пластинке Black & Blue Suite (1974). Наибольшую известность получила годом позже в исполнении Глена Кэмпбелла на его альбоме Rhinestone Cowboy. Сингл возглавил чарты Hot 100 и Hot Country Songs журнала Billboard, а также Country Tracks канадского издания RPM.

## История
Песня рассказывает о кантри-певце, который долго и настойчиво пытается добиться успеха и стать стразовым ковбоем (англ. rhinestone cowboy). Несмотря на многие годы разочарования и отторжения, он твердо убежден в том, что его мечта исполнится. Как пояснял автор песни, Ларри Вайс, он услышал само словосочетание «стразовый ковбой», не зная сперва его значения, но оно показалось ему красивым и запомнилось. Сам он начал ассоциировать его с поющими ковбоями из фильмов — Роем Роджерсом, Джином Отри и Хопалонг Кэссиди. Только переехав 20 лет спустя в Нэшвилл, он узнал, что выражение описывает кантри-певцов 1950-х и 1960-х годов, носивших усеянные стразами наряды.
Сначала композицию записал сам Вайс на альбоме Black & Blue Suite (1974). Как и её герой, песня прославилась не сразу, заняв сперва только позицию № 24 в Billboard Adult Contemporary. Позже трек по радио услышал Глен Кэмпбелл. Песня особенно понравилась артисту, поскольку перекликалась с его собственной биографией. В итоге он приобрёл кассету с альбомом и слушал её во время тура по Австралии. По возвращении внимание певца на композицию дополнительно обратил представитель отдела по подбору артистов и репертуара (A&R) Capitol Records. «Мы независимо друг от друга нашли одну и ту же песню» — вспоминал Кэмпбелл. Таким образом в 1975 году он записал свою версию, которая немедленно получила успех.

## Релиз
Песня «Rhinestone Cowboy» принесла Кэмпбеллу первый в карьере хит № 1 в Billboard Hot 100 (при этом в Топ-10 он попал впервые за пять лет). Композиция возглавила также Hot Country Songs и Country Tracks канадского журнала RPM. Продажи сингла превысили 500 тыс. копий, обеспечив ему золотой статус.